# NGC 552
NGC 552 – prawdopodobnie gwiazda o jasności 15m znajdująca się w gwiazdozbiorze Ryb, widoczna na zachód od galaktyki NGC 553. Skatalogował ją William Herschel 13 września 1784 roku, błędnie sądząc, że to obiekt typu mgławicowego. Identyfikacja obiektu NGC 552 nie jest pewna ze względu na niedokładność pozycji; podobne problemy z identyfikacją istnieją w przypadku innych obiektów zaobserwowanych przez Herschela tamtej nocy. Możliwe, że obiektem NGC 552 jest inna gwiazda o jasności 14,3m widoczna w pobliżu galaktyki NGC 553.